# Sywermaplateau
Das Sywermaplateau (russisch Сыверма) ist ein maximal etwa 1071 m hoher und großflächiger Plateau-Südausläufer des Putoranagebirges, des Nordwestteils des Mittelsibirischen Berglands, jeweils im Norden der Region Krasnojarsk, von Sibirien und Russland (Asien).

## Geographie

### Geographische Lage
Im Norden grenzt das Sywermaplateau nahtlos an das Putoranagebirge, im Osten leitet seine fast unbesiedelte Landschaft zum Wiljuiplateau über und im Süden und Südwesten fällt sie zum das Plateau abgrenzenden Fluss Untere Tunguska ab. In West-Ost-Richtung ist das Plateau etwa 400 bis 450 km lang. Es weist durchschnittlich 600 bis 900 m Höhe auf, und seine höchste Erhebung ist mit 1071 m der Nakson. Die Vulkan-Gesteine des Plateaus stammen aus der Trias.

### Fließgewässer
Das Plateau wird von zumeist aus dem Putoranagebirge kommenden und in überwiegend südöstlicher Richtung verlaufenden, rechten Zuflüssen der Unteren Tunguska durchflossen, dazu gehören von Westen nach Osten betrachtet insbesondere: Tutontschana, Wiwi, Tembentschi, Embentschime und Kotschetschum.

### Ortschaften
Zu den Ortschaften des Plateaus gehören – von Westen nach Osten betrachtet: Noginsk, Tutontschany, Utschami, Babkino, Nidym und Tura; diese Dörfer liegen alle an der Unteren Tunguska, teils an deren südlichen Ufer und damit auf der dem Plateau abgewandten Seite.

## Klima und Flora
Das Klima auf dem Sywermaplateau ist geprägt von kurzen und kühlen Sommern sowie langen und harten Wintern. Im an der Mündung des Kotschetschum in die Untere Tunguska gelegenen Dorf Tura liegen die monatlichen Temperaturen zwischen minimal −40,5 °C im Januar und maximal +23,8 °C im Juli. Während auf den Bergen zumeist die Tundra und Waldtundra vorherrscht, breitet sich in den Flusstälern borealer Nadelwald (Taiga) aus. Angesichts des Klimas mit Permafrostboden wächst der Wald aus Lärchen trotz vielem Niederschlag langsam.